# NGC 55
NGC 55, también conocida como La Galaxia Ballena, es una galaxia irregular localizada en la constelación de Sculptor. Está ubicada a unos 6,5 millones de años luz de distancia en la constelación Sculptor. Junto con su vecino NGC 300, es una de las galaxias más cercanas al Grupo Local, probablemente entre la Vía Láctea y el Grupo de Sculptor. Tiene una masa estimada de (2,0 ± 0,4) × 1010 M☉.

## Galaxias cercanas e información grupal
NGC 55 y la galaxia espiral NGC 300 se han identificado tradicionalmente como miembros del Grupo de Sculptor, un grupo cercano de galaxias en la constelación del mismo nombre. Sin embargo, las mediciones de distancia recientes indican que las dos galaxias se encuentran realmente en primer plano.
Es probable que NGC 55 y NGC 300 formen un par unido gravitacionalmente.

## Apariencia visual

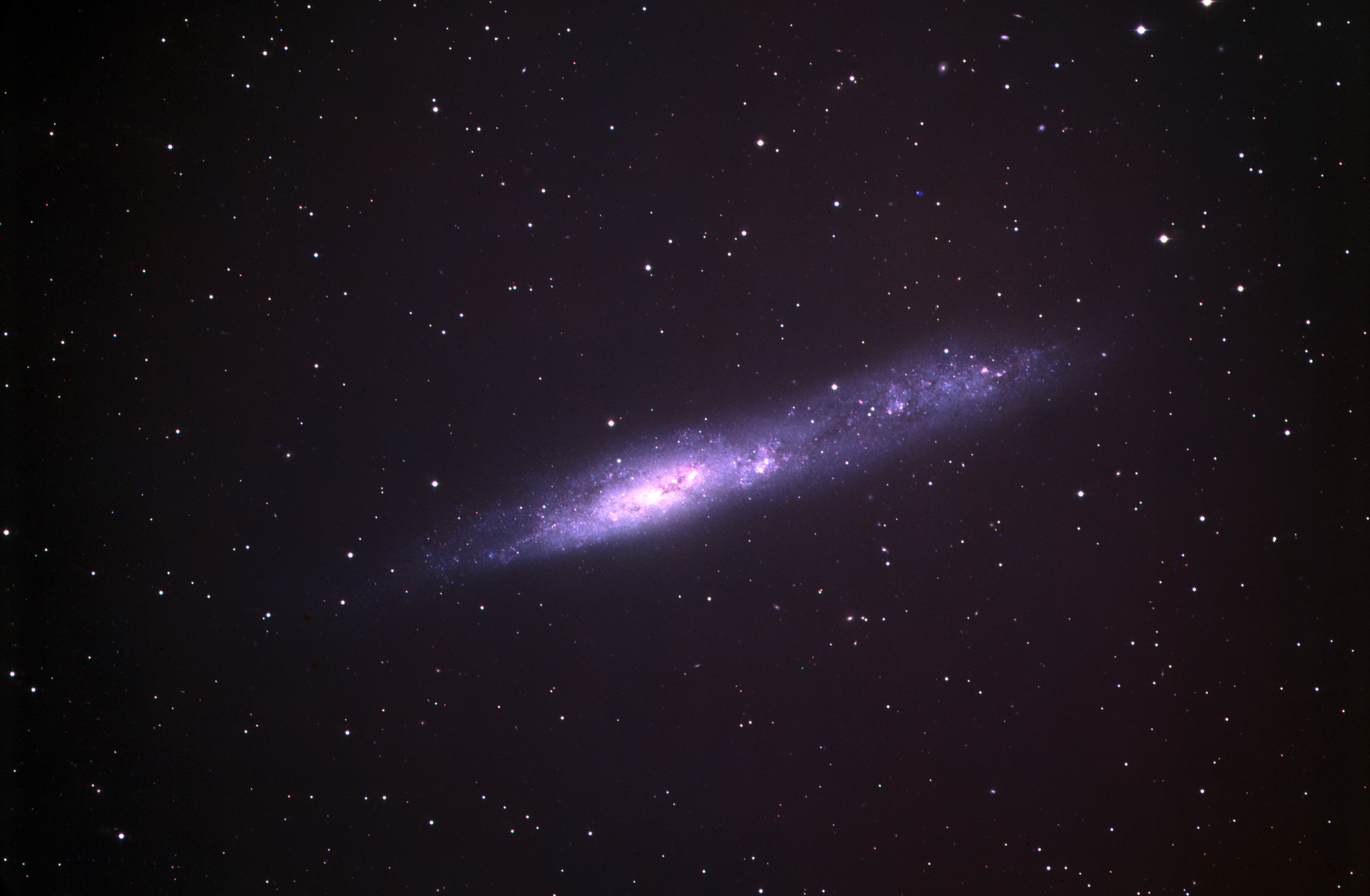
La galaxia irregular NGC 55, tomada por el telescopio de 3,6 metros en el Observatorio La Silla de ESO.

El manual de The Webb Society Deep-Sky Observer escribe lo siguiente sobre NGC 55: "Casi de borde y parece asimétrico con algunos signos de polvo cerca de la protuberancia, que es difuso, ancho y algo alargado con el borde sur agudo; al sureste de la protuberancia está fuertemente curvado y forrado con 4 o 5 nudos débiles; el borde norte de la curva es nítido". Burnham lo llama "una de las galaxias más sobresalientes de los cielos del sur", se asemeja a una versión más pequeña de la Gran Nube de Magallanes.
Es probable que usando un filtro nebular OIII o de banda estrecha se puedan observar varias de sus nebulosas de emisión más brillantes en grandes telescopios de aficionados.